# Кировский район (Мурманская область)
Кировский район — административно-территориальная единица в составе Ленинградской и Мурманской областей РСФСР с центром в городе Кировске, существовавшая в 1935—1954 годах.
Кировский район в составе Мурманского округа Ленинградской области был образован в 26 февраля 1935 года из части Кольско-Лопарского района. В состав района вошли город Кировск, рабочий посёлок Кукисвумчорр, а также Ёна-Бабинский и Экостровский сельсоветы.
25 ноября 1935 года н.п. Монча Губа был преобразован в рабочий посёлок Мончегорск и был передан из Кольского района в Кировский  20 августа 1935 года в Кировском районе в рабочие посёлки были преобразованы селение Зашеек и посёлок Апатиты (с включением в его состав посёлка при совхозе "Индустрия") с выделением в Кировском районе Апатитского поссовета. 21 апреля 1935 года в Кольском районе был образован Имандровский с/с, который 4 декабря 1935 года был передан в Кировский район (передача утверждена Леноблисполкомом 5 апреля 1936 года). 20 сентября 1937 года городом стал Мончегорск.
28 мая 1938 года Кировский район вошёл в состав вновь образованной Мурманской области. 27 декабря того же года из Кировского района был выделен Мончегорский район.
6 мая 1954 года Кировский район упразднили, а его территория перешла в подчинение Кировскому горсовету.